# Temnora tanganyikae
Temnora tanganyikae är en fjärilsart som beskrevs av Clark 1928. Temnora tanganyikae ingår i släktet Temnora och familjen svärmare. Inga underarter finns listade i Catalogue of Life.